# Big Black Bugs Bleed Blue Blood
Big Black Bugs Bleed Blue Blood es el primer EP de la banda de punk rock estadounidense The Mr. T Experience, publicado en 1989 por Rough Trade Records. Lookout! Records relanzó el álbum en 1997 con varios bonus tracks.

## Lista de canciones
| N.º | Título                                  | Duración |  |
| 1.  | «Supersonic»                            |          |  |
| 2.  | «Up and Down»                           |          |  |
| 3.  | «On the Team»                           |          |  |
| 4.  | «At Gilman Street»                      |          |  |
| 5.  | «Dictionary Girl»                       |          |  |
| 6.  | «The End of the Ramones»                |          |  |
| 7.  | «A Song About a Girl Who Went Shopping» |          |  |

- Datos: Q4905127